# Irish League 1906-1907
L'Irish League 1906-1907 è stata la 17ª edizione della prima divisione del campionato nordirlandese di calcio.
Il campionato era formato da otto squadre e il Linfield vinse il titolo. Non vi furono retrocessioni.

## Classifica finale
| Pos. | Squadra        | G  | V  | N | P | GF | GS | Punti |
| ---- | -------------- | -- | -- | - | - | -- | -- | ----- |
| 1    | Linfield       | 14 | 10 | 3 | 1 | 30 | 9  | 23    |
| 2    | Shelbourne     | 14 | 8  | 3 | 3 | 27 | 21 | 19    |
| 3    | Distillery     | 14 | 6  | 4 | 4 | 27 | 22 | 16    |
| 4    | Cliftonville   | 14 | 4  | 6 | 4 | 18 | 16 | 14    |
| 5    | Bohemians      | 14 | 4  | 5 | 5 | 19 | 22 | 13    |
| 6    | Belfast Celtic | 14 | 4  | 3 | 7 | 18 | 25 | 11    |
| 7    | Glentoran      | 14 | 2  | 5 | 7 | 18 | 25 | 9     |
| 8    | Derry Celtic   | 14 | 2  | 3 | 9 | 11 | 28 | 7     |

G = Partite giocate; V = Vittorie; N = Nulle/Pareggi; P = Perse; GF = Goal fatti; GS = Goal subiti; 